# Isola Carney
L'isola Carney (in inglese Carney Island) è un'isola coperta dai ghiacci, di lunghezza 110 km e con un'area di circa 8.500 km², che per buona parte delle sue coste si trova circondata dalla barriera Getz dell'Antartide, ma che nel versante costiero nord è in rapporto con il mar di Amudsen, settore più meridionale dell'oceano Pacifico. Carney si trova tra l'isola Siple e l'isola Wright lungo la costa della Terra Marie Byrd.
l'isola Carney venne nominata in onore dell'ammiraglio Robert Carney (1895 - 1990), direttore della US-ACAN, capo delle operazioni navali durante l'organizzazione dell'operazione Profondo Freddo, missione che era parte dell'anno geofisico internazionale del 1957-1958.